# У реки (фильм)
«У реки́» (укр. Біля річки) — дебютный художественный фильм режиссёра Евы Нейман. Вошёл в основную программу Московского Международного кинофестиваля 2007 года. Фильм-участник 36-го Роттердамского международного кинофестиваля в 2007 году.

## Сюжет
Режиссёр так рассказала о фильме: «Однажды я прочитала рассказ Фридриха Горенштейна „Старушки“ — он меня очень тронул. В основе сюжета — описание одного длинного дня в жизни двух очень старых женщин — матери и дочери. В их жизни уже давно ничего не происходило, и однажды они вышли из дома и отправились к реке. Вся трагедия в том, что это, скорее всего, последняя их совместная прогулка».
«У реки» — это один прекрасный день из жизни двух пожилых женщин, матери и дочери всю жизнь проживших вместе. Однажды к ним в дом заходит молодой чиновник, который нечаянно заставляет мать снова почувствовать себя молодой. В этот солнечный день она решает отправиться со своей дочерью на прогулку вдоль реки. Им обеим ясно, что лучшие дни их жизни остались в прошлом, и что, прохаживаясь вот так вдвоём, они производят комичное впечатление. Но сегодня им все равно — они наслаждаются прогулкой, хорошей погодой и рекой.

## В ролях
| Актёр               | Роль                       |
| ------------------- | -------------------------- |
| Нина Русланова      | Маша                       |
| Марина Полицеймако  | Мать                       |
| Сергей Бехтерев     | Помощник депутата          |
| Наталья Бузько      | мать девочки Насти         |
| Юрий Невгамонный    | капитан прогулочного судна |
| Александр Кузьменко |                            |